# Devadatta multinervosa
Devadatta multinervosa – gatunek ważki z rodziny Devadattidae.
Owad ten znany jest wyłącznie z pojedynczego, teneralnego okazu imago, odłowionego w laotańskim Pu Tat.